# Joppécourt

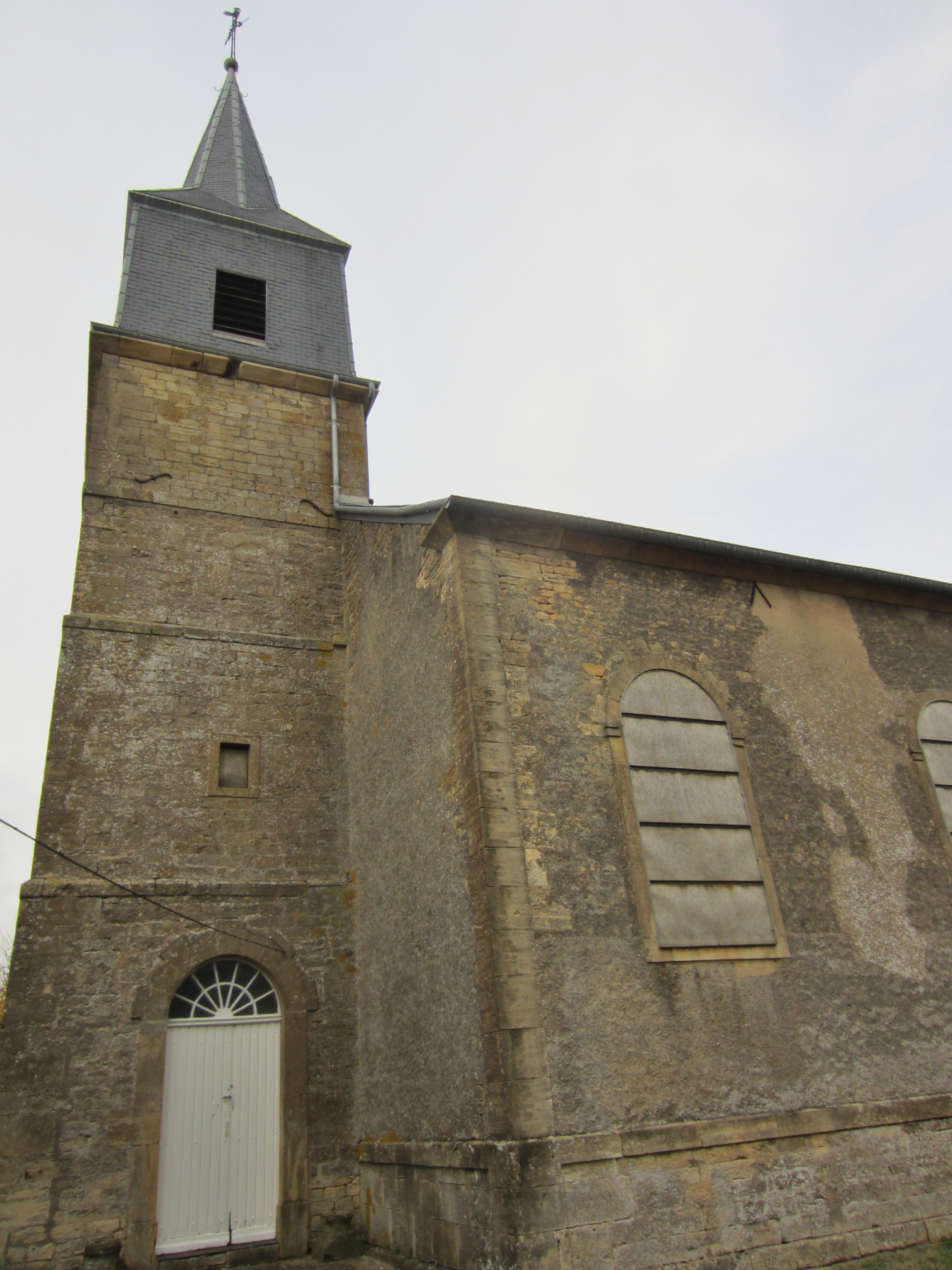
Kościół parafialny pw. św. Marcina (2011)

Joppécourt – miejscowość i gmina we Francji, w regionie Grand Est, w departamencie Meurthe i Mozela.
Według danych na rok 1990 gminę zamieszkiwały 124 osoby, a gęstość zaludnienia wynosiła 18 osób/km² (wśród 2335 gmin Lotaryngii Joppécourt plasuje się na 921. miejscu pod względem liczby ludności, natomiast pod względem powierzchni na miejscu 842.).

## Populacja

Populacja Joppécourt w latach 1962–2008